# Bachok
Huyện Bachok là một huyện thuộc bang Kelantan của Malaysia. Huyện Bachok có dân số thời điểm năm 2010 ước tính khoảng 125755 người.